# Seznam dílů pořadu Válka skladů: Texas
Toto je seznam dílů pořadu Válka skladů: Texas. Jednotlivé díly se odehrávají v Texasu.

## Přehled řad
| Řada | Díly | Premiéra v USA   | Premiéra v USA | Premiéra v ČR | Premiéra v ČR |
| Řada | Díly | První díl        | Poslední díl   | První díl     | Poslední díl  |
| ---- | ---- | ---------------- | -------------- | ------------- | ------------- |
| 1    | 16   | 6. prosince 2011 | 3. dubna 2012  |               |               |
| 2    | 34   | 15. srpna 2012   | 26. února 2013 |               |               |
| 3    | 28   | 27. srpna 2013   | 7. ledna 2014  |               |               |

## Seznam dílů

### První řada (2011–2012)
| Č. v seriálu | Č. v řadě | Původní název                            | Lokace                      | Premiéra v USA    | Premiéra v ČR |
| ------------ | --------- | ---------------------------------------- | --------------------------- | ----------------- | ------------- |
| 1            | 1         | Texas Sold 'Em                           | Dallas                      | 6. prosince 2011  |               |
| 2            | 2         | Bounty Hunter Bubba Fett                 | Irving                      | 13. prosince 2011 |               |
| 3            | 3         | Snake Rattle and Roll                    | Arlington                   | 20. prosince 2011 |               |
| 4            | 4         | Mo' Money, Moe Prigoff                   | Longview                    | 27. prosince 2011 |               |
| 5            | 5         | The Good, the Bad, and the Hungry        | River Oaks                  | 27. prosince 2011 |               |
| 6            | 6         | Remember the Alamo?                      | Fort Worth                  | 10. ledna 2012    |               |
| 7            | 7         | Home on the Strange                      | Burleson                    | 6. března 2012    |               |
| 8            | 8         | The Surgeon, the Witch, and the Wardrobe | Longview                    | 6. března 2012    |               |
| 9            | 9         | Puffy in the Sky with Diamonds           | Irving                      | 13. března 2012   |               |
| 10           | 10        | If I Were a Tibettin' Man                | Fort Worth                  | 13. března 2012   |               |
| 11           | 11        | Dallas Cowboys and Indians               | Fort Worth                  | 20. března 2012   |               |
| 12           | 12        | Who Bought JFK?                          | Dallas                      | 20. března 2012   |               |
| 13           | 13        | High Tea Tighty                          | Lewisville                  | 27. března 2012   |               |
| 14           | 14        | For a Few Lockers More                   | Dallas–Fort Worth Metroplex | 27. března 2012   |               |
| 15           | 15        | Fandom of the Opera                      | Tyler                       | 3. dubna 2012     |               |
| 16           | 16        | A Fistful of Auctions                    | Dallas a Lewisville         | 3. dubna 2012     |               |

### Druhá řada (2012–2013)
| Č. v seriálu | Č. v řadě | Původní název                                  | Lokace                 | Premiéra v USA    | Premiéra v ČR |
| ------------ | --------- | ---------------------------------------------- | ---------------------- | ----------------- | ------------- |
| 17           | 1         | Flight of the GrumbleBee                       | Mineral Wells          | 15. srpna 2012    |               |
| 18           | 2         | Mary Had a Little Blom                         | Irving                 | 15. srpna 2012    |               |
| 19           | 3         | Hate to Burst Your Bubba                       | Dallas                 | 22. srpna 2012    |               |
| 20           | 4         | Vic in the Head                                | Tyler                  | 22. srpna 2012    |               |
| 21           | 5         | No Stash, Moe's Stache                         | Carrollton             | 29. srpna 2012    |               |
| 22           | 6         | Out of Af-Ricky                                | Cedar Hill             | 29. srpna 2012    |               |
| 23           | 7         | Bubbapocalypse Now                             | Arlington              | 5. září 2012      |               |
| 24           | 8         | Night of the Pondering Dead                    | Ponder a Arlington     | 12. září 2012     |               |
| 25           | 9         | Jenny Bears All                                | Mesquite               | 19. září 2012     |               |
| 26           | 10        | Aust-in-Translation                            | Austin                 | 10. října 2012    |               |
| 27           | 11        | Piñatas and Ta-tas                             | Austin                 | 17. října 2012    |               |
| 28           | 12        | Rhymes with Witch                              | Dallas                 | 24. října 2012    |               |
| 29           | 13        | A Jenny for Your Thoughts                      | Fort Worth             | 7. listopadu 2012 |               |
| 30           | 14        | I'd Do Anything for Lesa (But I Won't Do That) | DeSoto                 | 7. listopadu 2012 |               |
| 31           | 15        | Mary Defeats Auction                           | Garland                | 2. prosince 2012  |               |
| 32           | 16        | Tank Girl                                      | Addison                | 2. prosince 2012  |               |
| 33           | 17        | Mary's New Hoopty Ride                         | Oak Cliff              | 11. prosince 2012 |               |
| 34           | 18        | Breaking Bubba                                 | Arlington              | 18. prosince 2012 |               |
| 35           | 19        | Buyers on the Storm                            | Mineral Wells a DeSoto | 1. ledna 2013     |               |
| 36           | 20        | What Do Women Want?                            | Mesquite               | 1. ledna 2013     |               |
| 37           | 21        | Rules to Buy By                                | Waxahachie             | 8. ledna 2013     |               |
| 38           | 22        | Bubba and the Chocolate Factory                | Las Colinas            | 8. ledna 2013     |               |
| 39           | 23        | The Cock Fighter from Mexico                   | DeSoto                 | 15. ledna 2013    |               |
| 40           | 24        | You Bought It, You Break It                    | Mesquite               | 15. ledna 2013    |               |
| 41           | 25        | A Ricky Runs Through It                        | Waxahachie             | 29. ledna 2013    |               |
| 42           | 26        | Bronze Beauty                                  | Pantego                | 29. ledna 2013    |               |
| 43           | 27        | Mayor of Money Town                            | Carrollton a Pantego   | 5. února 2013     |               |
| 44           | 28        | Darth Victor                                   | Arlington              | 5. února 2013     |               |
| 45           | 29        | Fast Times at Texas High                       | Killeen a Cedar Hill   | 12. února 2013    |               |
| 46           | 30        | Shake Your Tailfeather!                        | Fort Worth             | 12. února 2013    |               |
| 47           | 31        | Throw Momma From the Auction                   | Lancaster              | 19. února 2013    |               |
| 48           | 32        | The Ninja and the Pit Master                   | DeSoto                 | 19. února 2013    |               |
| 49           | 33        | Hoarder Patrol                                 | Hallsville             | 26. února 2013    |               |
| 50           | 34        | Hoopty Dreams                                  | Fort Worth             | 26. února 2013    |               |

### Třetí řada (2013–2014)
| Č. v seriálu | Č. v řadě | Původní název                        | Lokace     | Premiéra v USA     | Premiéra v ČR |
| ------------ | --------- | ------------------------------------ | ---------- | ------------------ | ------------- |
| 51           | 1         | Raiders of the Lost Arkana           | Texarkana  | 27. srpna 2013     |               |
| 52           | 2         | Take a Deep Breath, It's Lesa!       | Conroe     | 27. srpna 2013     |               |
| 53           | 3         | British Invasion                     | DeSoto     | 3. září 2013       |               |
| 54           | 4         | Swinging With the Jenemy             | Dallas     | 3. září 2013       |               |
| 55           | 5         | Ka-Chingaladas!                      | Garland    | 10. září 2013      |               |
| 56           | 6         | It's Always Sonny in Texas           | Fort Worth | 10. září 2013      |               |
| 57           | 7         | Stowe-Age Wars                       | Mesquite   | 17. září 2013      |               |
| 58           | 8         | Built for Pleasure Not Speed         | Longview   | 1. října 2013      |               |
| 59           | 9         | Winners of the Centuries             | Fort Worth | 22. října 2013     |               |
| 60           | 10        | Take That Beethoven!                 | Dallas     | 22. října 2013     |               |
| 61           | 11        | Yo! Mary Raps                        | Carrollton | 29. října 2013     |               |
| 62           | 12        | Hands Off the Embroidery             | Fort Worth | 29. října 2013     |               |
| 63           | 13        | Cardboard Couture                    | Tyler      | 5. listopadu 2013  |               |
| 64           | 14        | Spurs Of The Moment                  | Ponder     | 5. listopadu 2013  |               |
| 65           | 15        | Pirates of Pantego                   | Pantego    | 12. listopadu 2013 |               |
| 66           | 16        | Float Like a Bubbafly                | Dallas     | 12. listopadu 2013 |               |
| 67           | 17        | Excuse Me, I Think You're Stupid     | Fort Worth | 19. listopadu 2013 |               |
| 68           | 18        | Grounded & Pounded                   | Plano      | 19. listopadu 2013 |               |
| 69           | 19        | Hell's Half Acre                     | Fort Worth | 3. prosince 2013   |               |
| 70           | 20        | Fear the Short Fat Man               | Waxahachie | 3. prosince 2013   |               |
| 71           | 21        | Pow! It's a Surprise!                | DeSoto     | 1. prosince 2013   |               |
| 72           | 22        | Welcome to the World of Sonny Monday | Fort Worth | 10. prosince 2013  |               |
| 73           | 23        | Everything's Coming Up Sonny!        | Mesquite   | 17. prosince 2013  |               |
| 74           | 24        | When Vic Comes to Shove              | Henderson  | 17. prosince 2013  |               |
| 75           | 25        | Waltz Across Texas                   | Longview   | 24. prosince 2013  |               |
| 76           | 26        | Puffy the Auction Slayer             | Haslet     | 24. prosince 2013  |               |
| 77           | 27        | For the Benefit of Mr. Charles       | Longview   | 7. ledna 2014      |               |
| 78           | 28        | Moe's Def                            | Fort Worth | 7. ledna 2014      |               |